# Emperador de la Xina

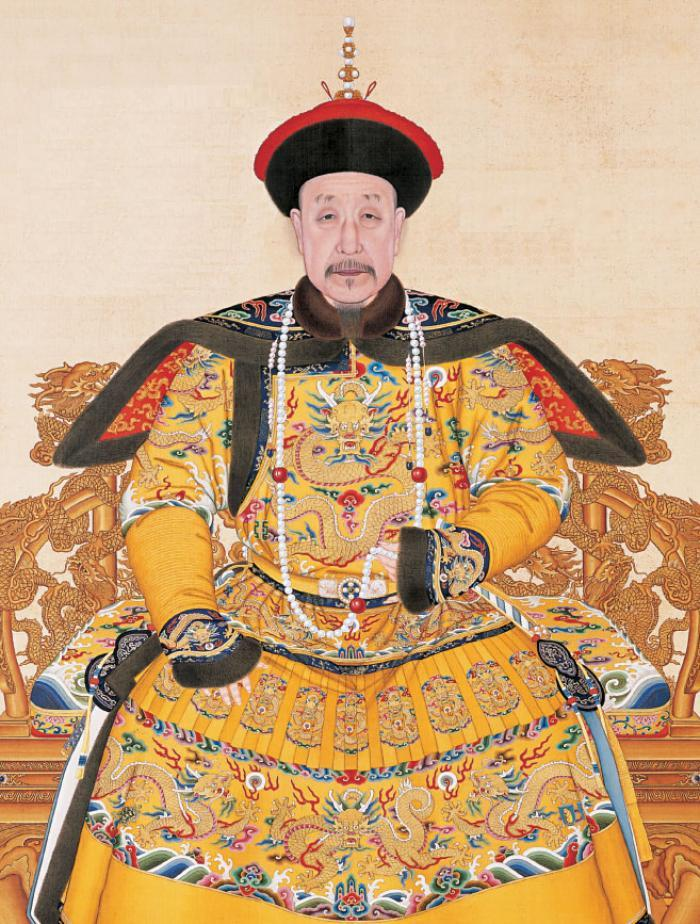
Emperador Qianlong

L'emperador de la Xina (en xinès: 皇帝, en pinyin: Huángdì) era el cap de govern i el cap d'estat de la Xina des de la dinastia Qin (any 221 aC), fins a la caiguda de la dinastia Qing el 1911. Els caps de govern anteriors a la dinastia Qin eren denominats wang (王 wáng, "rei"). Abans del primer emperador Qin Shi Huang, els caràcters huang ("rei déu") i di ("rei savi") es van usar separadament i mai consecutivament (vegeu Tres augustos i cinc emperadors). Després de la dinastia Han, huangdi es va abreujar huang o di perdent cada un dels caràcters separadament el significat que tenien abans de la dinastia Qin.

## Situació i poder
A partir de la dinastia Qin a l'emperador se li va atorgar formalment el títol de Fill del Cel (天子, Tiānzi) i, com a hereu i representant d'aquest a la terra, tenia poder absolut sobre tots els assumptes, sense importar la magnitud d'aquests, que succeïssin sota el cel. La paraula de l'emperador i les seves directives eren considerades decrets sagrats (聖旨, 圣旨, shèng zhǐ). En teoria, les ordres de l'emperador eren seguides amb obediència absoluta i immediata. L'emperador, era vist com un ésser superior per la gent comuna, els nobles i altres membres de la família reial. Qualsevol conversa que anés dirigida a l'emperador havia de ser en to formal i els seus interlocutors, inclosos els seus familiars més propers, havien d'humiliar-se davant d'ell.
A la pràctica, el seu poder va variar d'un emperador a l'altre i d'una dinastia a l'altra. Molts emperadors van regnar com a monarques absoluts de manera tirànica, com ara Qin Shi Huang. Emperò, sota el regnat d'altres, l'emperadriu, els oficials de la cort, els eunucs i la noblesa van arribar a tenir més poder que el mateix emperador, com va succeir durant els regnats de Wanli, de la dinastia Ming, i de Guangxu, de la dinastia Qing.

## Herència i successió
El títol d'emperador es transmetia de pare a fill. Per convenció, durant la majoria de les dinasties d'ètnia han, el "primogènit de l'emperadriu" (嫡长子, 嫡長子, Di chángzǐ) estava destinat a heretar el tron de l'emperador. Si l'Emperadriu no tenia descendència podia adoptar un nen que seria l'hereu (en realitat tots els fills de l'emperador eren considerats fills de l'emperadriu sense importar qui era la mare biològica).
En algunes dinasties es va disputar el dret de successió i, com que l'emperador normalment tenia una gran quantitat de fills, amb freqüència hi va haver guerres entre els fills de l'emperador mort. Per evitar aquests conflictes, l'emperador podia designar un príncep hereu (太子, Tàizi) abans de la seva mort. Aquest títol no va aconseguir resoldre sempre els conflictes al si de les famílies reials, ja que l'enveja i la falta de confiança portaven amb freqüència als aspirants al tron a planejar l'assassinat dels seus germans o del mateix emperador, per la qual cosa la successió pacífica no estava garantida. Alguns emperadors, com ara Kangxi, van abolir el títol de príncep hereu i el van substituir pel sistema d'escriure el nom de l'hereu dins d'una capsa, la qual romania tancada fins a la seva mort.
A diferència de l'emperador del Japó, la filosofia política dels xinesos (vegeu Mandat del Cel) permetia canviar de dinastia i l'emperador podia ser suplantat per un líder rebel. Un bon exemple d'això va ser el primer emperador de la dinastia Ming, Zhu Yuanzhang, de l'era Hongwu, i Hong Xiuquan, líder de la Rebel·lió dels Taiping, qui va manar amb el títol de Rei Celestial. Com que l'emperador normalment tenia molts fills de sexe masculí, no era comú que una dona ascendís al tron. Tan sols l'Emperadriu Wu de la dinastia Tang va arribar a ser sobirana total de forma legal. Moltes dones, tanmateix, van exercir de líders de facto, especialment en el cas de les emperadrius vídues. Dos exemples d'això van ser l'emperadriu Cixi, mare de l'emperador Tongzhi i mare adoptiva de l'emperador Guangxu, que va governar la Xina durant 47 anys, de 1861 a 1908, i l'Emperadriu Lü de la dinastia Han.

## Títols, noms i formes de tractament
Atès que l'emperador tenia la posició política més alta de l'Estat, tots els seus súbdits havien de mostrar el màxim respecte possible en la seva presència, tant en converses com en altres aspectes. Es considerava un delicte que una persona es comparés amb l'emperador durant una conversa amb ell. Era tabú que una persona es referís a l'emperador usant el seu nom; això incloïa la seva pròpia mare, que havia d'usar Huangdi (emperador) o Er (fill). Mai no se li podia parlar de forma personal i ell mateix, davant els seus súbdits, utilitzava per referir-se a la seva persona el pronom Zhen (朕, zhèn, "nosaltres").
Qualsevol persona que parlés amb l'emperador havia d'anomenar-lo Bixia (陛下, Bìxià, "La seva Majestat Imperial"), Huang Shang (皇上, Huáng shàng, "Emperador de Dalt" o "Emperador Majestat"), Wan Sui (萬歲, 万岁, Wànsuì, "Llarga Vida", literalment "Deu mil anys") o Sheng Shang (聖上, 圣上, "Ésser Diví de Dalt" o "La seva Santa Majestat"). Els súbdits de l'emperador normalment es referien a ell com a Wan Sui Ye (萬歲爺, 万岁爷, "Senyor dels deu mil anys"). A diferència de la manera en què els occidentals es referiren als seus monarques, usant el nom del seu regnat (per exemple Felip II) o el nom més el títol (Reina Isabel), a l'emperador els seus súbdits l'anomenaven amb el títol Huangdi Bixia (皇帝陛下, "La seva majestat l'Emperador") o Dangjin Huangshang (当今皇上, "La seva Majestat Imperial actual") quan es referien a ell en tercera persona.
L'emperador regnava amb un títol de regnat (年号, 年號, nián hào). Fins i tot la dinastia Ming podia canviar aquest títol diverses vegades durant el seu regnat. Durant les dinasties Ming i Qing els emperadors van adoptar un sol títol per a tot el seu regnat. En les primeres dinasties se'ls assignava un Nom de Temple (庙号, 廟號, miào hào) després de morir. A tots els emperadors se'ls atorgava un nom pòstum (谥号, 謚號, shì hào) que de vegades es combinava amb el Nom de Temple, com per exemple Emperador Shengzu Ren (圣祖仁皇帝), que és com es va conèixer l'Emperador Kangxi després de la seva mort. El títol de Daxing Huangdi (大行皇帝, dà xíng huángdì) s'usava per als emperadors que acabaven de morir. La mort de l'emperador es denominava Jiabeng (驾崩, 駕崩, jià bēng) que vol dir literalment "col·lapsar-se".

## Família
La família de l'emperador, anomenada Família Imperial, estava composta per l'emperador com a cap de família i l'emperadriu (皇后, Huánghòu) com a consort principal, líder de l'harem i Mare de la Nació (国母, 国母, guó mǔ). A més a més, l'emperador tenia altres consorts i concubines (妃嫔, 妃嬪, fēipín) dividides segons un sistema de rangs i que componien l'harem. Encara que l'emperador tenia el càrrec més alt de l'Estat segons la llei, l'emperadriu mare (皇太后) rebia segons la tradició el màxim respecte al palau, dictava la majoria de decisions familiars i de vegades, especialment quan un emperador molt jove accedia al tron, es convertia en l'emperador de facto. Els fills de l'emperador, els prínceps (皇子, Huáng zǐ) i princeses (公主, Gōngzhǔ), eren amb freqüència anomenats segons l'ordre de naixement (primer príncep, segona princesa). Els prínceps solien rebre títols de noblesa en assolir l'edat adulta. Els germans i oncles de l'emperador servien a la cort amb el mateix estatus que qualsevol altre oficial cortesà (臣子, chénzǐ). Quan l'emperador estava a la cort sempre estava per sobre de qualsevol altre membre de la família, independentment que aquest tingués més edat o fos d'una generació anterior.